# Albert Hulzebosch
Albert Hulzebosch (Wijster, 7 juli 1949) is een Nederlands voormalig wielrenner. 
Hulzebosch was van 1973 tot 1976 profwielrenner. Hij nam in 1974 deel aan de Ronde van Frankrijk waar hij in de negende etappe met een gebroken sleutelbeen moest opgeven. Het jaar daarop startte hij in de Ronde van Spanje waar hij twee keer tweede werd in een etappe, voordat hij in de tiende etappe niet finishte.

## Palmares
1970
Ronde van de Achterhoek
1974
Booischot
Woerden
Rijen
Onze-Lieve-Vrouw-Waver
1975
GP Zele
1976
Hengelo

## Resultaten in voornaamste wedstrijden
| Jaar | Ronde van Italië | Ronde van Frankrijk | Ronde van Spanje |
| ---- | ---------------- | ------------------- | ---------------- |
| 1974 |                  | opgave              |                  |
| 1975 |                  |                     | opgave           |
| 1976 |                  |                     |                  |

| Jaar | Gent-Wevelgem | Ronde van Vlaanderen | Amstel Gold Race |
| ---- | ------------- | -------------------- | ---------------- |
| 1974 |               | 43e                  |                  |
| 1975 |               |                      |                  |
| 1976 | 47e           |                      | 41e              |

Wielerploegen van Albert Hulzebosch
Aling · 
Benjamins ·
Beurskens ·
Blok · 
Broere ·
Bruessing ·
van Doorn ·
Duijndam ·
Hulzebosch ·
van der Meijden ·
Priem ·
de Vlam ·
Westrus
Alaimo ·
Allan ·
Becker · 
Beurskens ·
Blok · 
De Bisschop ·
Duijndam ·
F. den Hertog ·
N. den Hertog ·
Hulzebosch ·
Kamper ·
van Katwijk ·
van der Meijden ·
Ottenbros ·
Poppe ·
Priem ·
H. Prinsen ·
W. Prinsen ·
Schoeters ·
Segers ·
Smit ·
van Tol ·
de Vlam ·
Westrus
David Allan ·
Donald Allan ·
De Bisschop ·
De Cauwer ·
van Dongen ·
F. den Hertog ·
N. den Hertog ·
Hulzebosch ·
Kamper ·
van Katwijk ·
Koken ·
Kuiper  ·
Martins ·
Mendes ·
Ottenbros ·
Poppe ·
Priem ·
Prinsen ·
Reybrouck ·
Smit ·

Van Braeckel ·
Van Neste